# Wブッキング
『Wブッキング-LA CHICA DE CUBA-』（ダブルブッキング）は、1990年5月21日に発売された郷ひろみ60作目のシングル。

## 解説
フランスのシンガー、|PHILIPPE LAVIL『La Chica de Cuba』 のカバー曲。本作で郷は1985年の「第36回NHK紅白歌合戦」以来、1990年の「第41回NHK紅白歌合戦」へ5年振りに紅白カムバック出演した。

## 収録曲
全曲　編曲：難波正司
1. Wブッキング-LA CHICA DE CUBA-（4分46秒）
  - 作詞・作曲：Ph.Lavil, B.Homs, P.Lemaltre
  - 日本語詞：秋元康
2. アメリカかぶれ
  - 作詞：秋元康／作曲：塩塚博
3. Wブッキング-LA CHICA DE CUBA-（オリジナルカラオケ）
4. アメリカかぶれ（オリジナルカラオケ）